# إيلدار ماماييف
إيلدار ماماييف (الروسية: Мамаев, Эльдар Камильевич) هو لاعب كرة قدم روسي في مركزي الدفاع والوسط، ولد في 14 يونيو 1985 في محج قلعة في روسيا. لعب مع أنجي محج قلعة وأورال يكاترينبورغ ونادي خيمكي.